# Necaxa (rzeka)
Necaxa – rzeka w Meksyku, płynąca przez stany Puebla i Veracruz. Swoje źródła bierze w pobliżu Huauchinango pod nazwą Totolapa. Przepływa przez góry Sierra Norte de Puebla i u ich podnóża, wraz z rzekami Axacal, Cempola i San Pedro tworzy rzekę Tecolutla.
Na rzece wybudowano w 1900 roku zaporę wodną wraz z elektrownią.
Necaxa jest jedynym obszarem występowania zagrożonego gatunku rany - Rana pueblae